# Chopper (utensile)

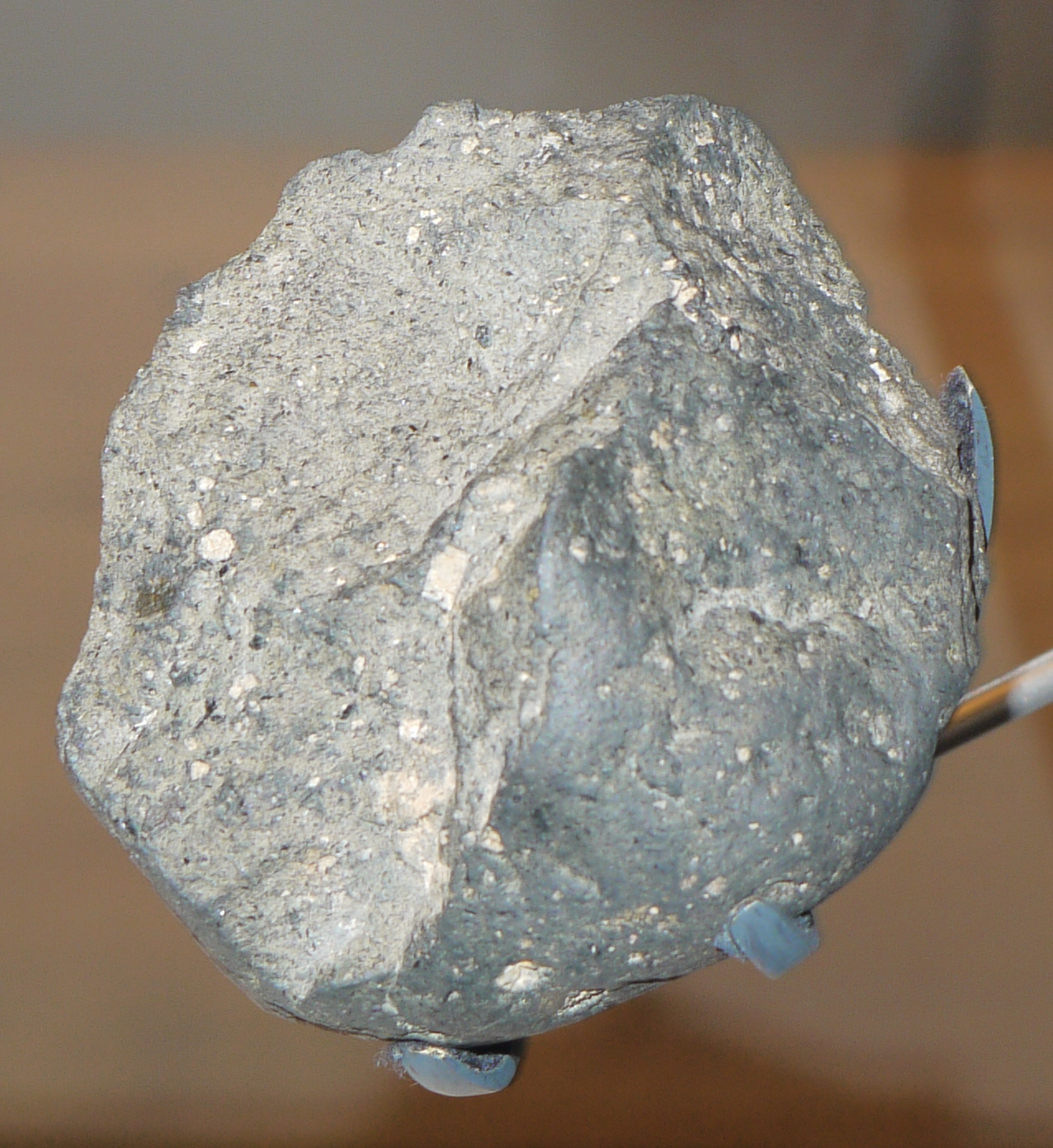
Chopper rinvenuto nella gola di Olduvai

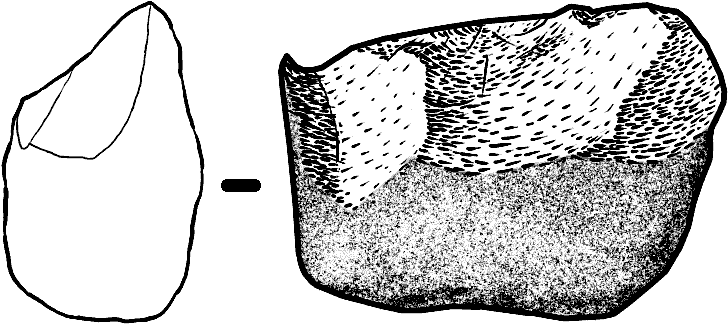
Chopper della cultura di Dmanisi

Con il termine chopper si intende un tipo di utensile usato dai primi ominidi tra la fine del Terziario e l'inizio del Quaternario, alla base della definizione della tecnologia olduvaiana. 

## Descrizione
Un ciottolo, generalmente di selce, viene scheggiato su una sola faccia da un altro ciottolo che funge da percussore, con un colpo perpendicolare alla superficie. Si ottiene così un utensile con un bordo tagliente, che rappresenta uno dei primi prodotti noti e conservatisi fino ad oggi, dell'industria umana. 
Si parla di chopper laterale se la forma del manufatto non è simmetrica e gli stacchi occupano il lato più lungo, di chopper distale, se gli stacchi occupano il lato corto. Vengono definiti scalpelli i choppers distali con tagliente molto corto, choppers doppi quelli con due taglienti opposti. 
Gli stacchi con i quali sono stati elaborati ciottoli e blocchi di materiale grezzo, hanno prodotto delle schegge. Le schegge sono state spesso utilizzate senza un'ulteriore elaborazione; altre schegge sono state modificate mediante il ritocco. 
Il chopper veniva probabilmente utilizzato impugnandolo nel palmo della mano per colpire oppure usato come strumento da taglio (per aprire un osso e nutrirsi di midollo oppure per tagliare la pelle degli animali). 
La prima specie del genere Homo in grado di fabbricare questi strumenti fu Homo habilis, circa due milioni di anni fa.